# Jürg Laederach
Pour les articles homonymes, voir Laederach.
Compléments
Académie allemande pour la langue et la littérature
Jürg Laederach, né à Bâle le 20 décembre 1945 et mort le 19 mars 2018 dans la même ville, est un écrivain et traducteur suisse.

## Biographie
Jürg Laederach est l’auteur de prose expérimentale, de pièces de théâtre ou radiophoniques. 
Il obtient de nombreux prix dont le prix de l'État autrichien pour la littérature européenne en 1997.
Il a fait partie du Groupe d'Olten et est membre correspondant de l'Académie allemande pour la langue et la littérature de Darmstadt.

## Publication traduite en français
- La Secrétaire sur son fumier [«  Die Sekretärin und das Tier »], trad. de Luc-François Granier, Paris, Éditions théâtrales Art et comédie, 2000, 65 p.  (ISBN 2-84422-172-6)